# Санта Марија де Криптис (Кјети)
Санта Марија де Криптис (итал. Santa Maria de Criptis) је насеље у Италији у округу Кјети, региону Абруцо.
Према процени из 2011. у насељу је живело 39 становника. Насеље се налази на надморској висини од 243 м.